# Laotiaanse Neutralistische Partij
De Laotiaanse Neutralistische Partij (Lao Pen Kang, LPK) was een politieke partij in het Koninkrijk Laos die op 26 mei 1961 werd opgericht door prins Souvanna Phouma. Hij stond een buitenlands beleid van volstrekte ongebondenheid voor. De partij was de opvolger van de Laotiaanse Progressieve Partij.
In 1962, tijdens het derde premierschap van Souvanna Phouma tekenden veertien landen, waaronder Laos, de Volksrepubliek China, de Verenigde Staten van Amerika en Noord-Vietnam in Genève de Internationale Overeenkomst met betrekking tot de Neutraliteit van Laos. De landen beloofden de ongebondenheid en neutraliteit van het koninkrijk te respecteren en het land niet in een bepaalde invloedssfeer te trekken.
Souvanna Phouma nam deze overeenkomst zeer serieus en werd het uitgangspunt van het buitenlandse beleid van Laos. Op het gebied van binnenlandse politiek was hij voorstander van een brede coalitie waar zowel rechts (pro-Amerikaans), links (pro-Noord-Vietnam) als zijn eigen neutralisten zitting hadden. De verkiezingen van 1965 en 1967 werden door de neutralistische partij en haar bondgenoten gewonnen. Tot aan de val van de monarchie in 1975 bleef prins Souvanna Phouma minister-president. 
Met de instelling van een communistische eenpartijstaat in 1975 werd de Laotiaanse Neutralistische Partij verboden, ofschoon de partij al sinds 1970 niet meer meedeed aan de verkiezingen.

## Verwijzingen
1. ↑  worldstatesmen.org/Laos geeft als vertaling: Lao Neutralist Front, "Laotiaanse Neutralistisch Front". Gearchiveerd op 9 juni 2023.
2. ↑  Voorheen werd Laos al als een de facto neutrale staat beschouwd door de meeste mogendheden.
3. ↑  worldstatesmen.org/Laos. Gearchiveerd op 9 juni 2023.